# Marquinhos Paraná
Antônio Marcos da Silva Filho (Recife, 20 de julho de 1977), mais conhecido como Marquinhos Paraná, é um ex-futebolista brasileiro que atuou em diversas posições, como lateral-direito, volante e meia.

## Carreira
Iniciou sua carreira nas divisões de base do Santa Cruz. Porém, se profissionalizou pelo Paraná Clube em 1996. De lá, seguiu para o CRB, de Maceió, em março de 1998, por indicação do então treinador Roberval Davino. No primeiro semestre de 1999 foi emprestado ao Santa Cruz, e voltando ao CRB ainda no mesmo ano, quando passou a atuar como lateral-direito sob o comando do treinador Ernesto Paulo. Nos anos seguintes (2000 e início de 2001), passou a ser mais utilizado como volante. Seguiu no CRB, e entre 2001 e 2002 passou a atuar na lateral-direita, novamente sob o comando de Roberval Davino. Fez parte do grupo que conquistou o Campeonato Alagoano daquela temporada.
Em 2002, o Figueirense, de Santa Catarina, o contratou para tentar evitar o tricampeonato do Joinville. Considerado o melhor jogador do Campeonato[carece de fontes?], logo foi negociado com o futebol coreano.
Em 2003, voltou ao futebol brasileiro, para jogar no Marília, do interior de São Paulo, quando passou por sua primeira cirurgia.
Em 2004, voltou ao futebol catarinense. O algoz de outrora agora iria defender a camisa do  Avaí. O clube quase garantiu o acesso para a Série A do Campeonato Brasileiro, quando perdeu a vaga na última rodada para Brasiliense e Fortaleza.
Voltou, em 2005, ao Figueirense. O então treinador do São Paulo, Muricy Ramalho, que já o conhecia dos tempos em que treinou clubes pelo Nordeste e Marquinhos atuava pelo CRB, o qualificou como o melhor meio-campo em atividade no Brasil.[carece de fontes?] Em 2006, foi eleito o craque do Campeonato Catarinense de 2006.
No ano seguinte seguiu com o treinador para Jubilo Iwata, do Japão. Mais uma vez se destacou por sua versatilidade, liderança e qualidade técnica.
O Cruzeiro, em 2008, o contratou por indicação do treinador Adílson Baptista. Logo nos 15 primeiros minutos de seu primeiro jogo, Marquinhos foi vaiado pela exigente torcida do Cruzeiro. Mas minutos depois fez o cruzamento para o primeiro gol e foi bastante aplaudido. Passou quatro anos no time celeste, onde foi Tricampeão Mineiro e vice-campeão da Copa Libertadores. Conquistou grande carinho e respeito da nação azul por sua regularidade e empenho nos jogos. 
Em 2012 acertou com o Sport. No entanto, ao meio da temporada o jogador pediu para ser dispensado e a diretoria do clube atendeu a seu pedido.
Acertou, com o Ventforet Kofu, do Japão em 2013, onde atuou até 2016, quando encerrou a carreira.

## Títulos
CRB
- Campeonato Alagoano: 2002

Cruzeiro
- Campeonato Mineiro: 2008, 2009 e 2011
- Campeonato Internacional de Verano: 2009